# Juan Guzmán Tapia
Pour les articles homonymes, voir Juan Guzmán et Tapia.
Juan Salvador Guzmán Tapia (né le 22 avril 1939 à San Salvador (Salvador) et mort le 22 janvier 2021) est un avocat, juge, professeur de droit, défenseur des droits de l'homme et écrivain chilien. Il est connu pour avoir intenté un procès pour violation des droits de l'homme contre Augusto Pinochet (dictateur chilien qui a renversé le gouvernement de Salvador Allende, le 11 septembre 1973 et est resté au pouvoir jusqu'en 1990).

## Biographie

### Naissance et enfance
Juan Guzmán Tapia est né à San Salvador, au Salvador, le 22 avril 1939. Il est le fils du poète et diplomate Juan Guzmán Cruchaga (es) et de Raquel Tapia Caballero. Dès son plus jeune âge, Juan Guzman a pu rencontrer certains des écrivains et intellectuels latino-américains et européens les plus remarquables du XXe siècle, comme Pablo Neruda, Gabriela Mistral, Jorge Luis Borges et Saint-John Perse, entre autres. Il passe son enfance en Colombie, au Venezuela et aux États-Unis. Il retourne au Chili en 1951 puis s'installe en Argentine deux ans plus tard.

### Études et début de carrière
Guzmán est retourné au Chili pour étudier au Collège Saint George. Il a ensuite obtenu son diplôme de droit à l'université pontificale catholique du Chili en 1965. En 1967, il a reçu une bourse pour étudier la philosophie du droit à Paris. Il a été témoin direct des événements de mai 68. C'est à Paris qu'il a rencontré Inès Watine, une Française, fille d'un ancien membre de la Résistance. Juan et Inès se sont mariés en 1970 et ont eu deux filles, Julia et Sandra.
En mars de cette même année, il part aux États-Unis pour travailler comme conseiller financier dans une banque de San Francisco puis le 30 août 1970, il retourne au Chili pour travailler comme juge à Panguipulli. Sa maîtrise de la langue française lui permet en 1971 d'obtenir un petit rôle dans L'État de siège, film de Costa-Gavras tourné au Chili, qui dénonce l'intervention des États-Unis en Amérique Latine dans les années 1960 et 1970, et le soutien de la CIA aux dictatures militaires qui ont proliféré sur le continent pendant la Guerre Froide.

### Juan Guzmán face au coup d'État militaire et pendant la dictature
En raison de son éducation conservatrice et catholique, il s'oppose d'abord au gouvernement de Salvador Allende et soutient le coup d'État du 11 septembre 1973 mené par le général Pinochet, tout en déplorant la mort du président Allende.
En 1974, il exerce en tant que juge à Santiago du Chili. Il découvre alors les crimes de la dictature de Pinochet et l'indifférence du pouvoir judiciaire face à cette  situation. En 1983, il est transféré à la Cour d'appel de Talca, dont il est président en 1986. En 1989, il est nommé à la Cour d'appel de Santiago, où il devient membre de la Cour martiale jusqu'au retour de la démocratie (1990).

### Le retour à la démocratie
La transition chilienne vers la démocratie a commencé à la fin du régime militaire d'Augusto Pinochet, le 11 mars 1990, à la suite du plébiscite de 1988 où les Chiliens ont dit NO (non à la dictature imposée par Pinochet) à 56%. Durant 17 ans, de 1973 à 1990, 3 100 homicides, 1 200 disparitions et 35 000 personnes torturées constituent le bilan de la dictature de Pinochet. Le retour à la démocratie n'est pas évident. D'une part, la mémoire des Chiliens reste très touchée mais aussi divisée par les atrocités commises durant la dictature. D'autre part, l'héritage de la dictature reste très présent dans les institutions politiques. Dès 1986 en effet, les partis politiques négocient entre eux le principe d'une transition par tractation ou sous tutelle, ce qui correspond à une forme pacifiée de transition politique sans remise en cause de la légitimité de l'héritage dictatorial. C'est pourquoi le juge Guzmán dénonce un retour à la démocratie incomplet. Les lois décrétées par la dictature restèrent pour certaines en vigueur. Si quelques lois pénales ont été modifiées en 1990, la loi antiterroriste créée en 1984 se maintenait. Alors qu'elle avait été décrétée pour persécuter et anéantir les opposants à la dictature, elle est désormais utilisée contre le peuple Mapuche, criminalisé par cette loi. C'est pourquoi, une fois à la retraite, le juge Guzman  s'est engagé dans la défense de la cause de la première communauté indigène du Chili (4% de la population), qui réclame ses terres ancestrales.

## Le procès Pinochet
Le 12 janvier 1998, Juan Guzmán est nommé juge en chef pour enquêter sur plusieurs plaintes contre Pinochet pour homicide, dans le contexte du massacre appelé « Opération Caravane de la Mort » (septembre 1973). Cette même année, en Espagne, le juge Baltasar Garzón, ouvre un procès contre Pinochet pour la disparition de citoyens espagnols, et le fait arrêter le 16 octobre 1998, dans une clinique de Londres. Le dictateur fit l'objet de plusieurs procédures judiciaires (Équateur, Suisse, France, entre autres) qui prirent fin avec sa mort en 2006.
Au Chili, entre 1999 et 2004, Guzmán rassemble de nombreuses dépositions de témoins. Il dirige de nombreuses exhumations des restes de détenus disparus, à la suite desquelles il créa la figure juridique de « l'enlèvement permanent » (secuestro permanente). Cela lui permet de contourner la loi d'amnistie qui protégeait tous les crimes commis par la dictature entre 1973 et 1978. En effet, les corps n'étant toujours pas retrouvés après 1978, le crime était toujours en cours et par conséquent, la loi d'amnistie ne pouvait s'y appliquer. C'est pourquoi, au terme de cette enquête, en 2000, Guzmán réalise la mise en accusation formelle de Pinochet pour 19 crimes d'enlèvement permanent et 57 cas d'homicides. La défense de Pinochet parvint toujours à faire éviter le procès à son client en utilisant son immunité en tant qu'ex président et sénateur à vie (levée puis replacée à plusieurs reprises) puis son état mental. En 2002, il est déclaré inapte à être jugé pour démence sénile (il a alors 87 ans). En 2004, la cour d'appel lève cette condition et Guzmán ouvre de nouveau un procès cette fois-ci pour l'Opération Condor. Il place Pinochet en résidence forcée pendant une semaine avant qu'une caution de 3570 dollars lui donne la liberté. En 2005, la Cour Suprême suspend définitivement les procès. Les affaires suivantes (affaire Carlos Prats, affaire Riggs) ne parviennent pas à atteindre Pinochet, qui dispose d'une défense redoutable. Il meurt le 10 décembre 2006 sans avoir jamais répondu de ses crimes. Guzmán s'était alors déjà retiré de ses fonctions judiciaires.
Juan Guzmán dut faire face pendant cette période à de multiples pressions et tentatives d’intimidation. 

## Un juge à la retraite et toujours actif
Guzmán prend sa retraite en 2005. Dès lors, il poursuit son travail sur plusieurs plans, notamment juridique, académique et social.
Il est doyen de la Faculté des sciences juridiques et sociales de l'Université Centrale du Chili jusqu'en 2008 et directeur de l'Institut des droits de l'homme de l'Université centrale du Chili, qu'il a lui-même fondé. Il s'engage dès lors dans la défense de deux causes principales: celle des Mapuches et celle des Palestiniens.
En 2006, la première mission de Guzmán est de porter au Haut-Commissariat des Nations unies aux droits de l'homme à Genève une lettre du chef mapuche Aucan Huilcaman. Ce dernier y liste une série de plaintes et d'agressions dont souffrirait son peuple, et demandait l'intervention et la protection de l'ONU. Le juge argumente que le mouvement Mapuche veut récupérer ses terres de façon pacifique, mais que les communautés indigènes sont la cible d'une répression policière féroce qui ne respecte pas les droits élémentaires du citoyen garantis par la Constitution (perquisitions sauvages, agressions policières, entre autres). Un grand nombre de dirigeants et membres de la communauté ont été arrêtés et condamnés à des peines allant jusqu'à 10 ans de prison, conséquence de l'application de la loi antiterroriste de 1984.
Par ailleurs, cette même année, il accepte de participer à la défense du peuple palestinien à la Cour pénale internationale contre les autorités israéliennes pour la destruction des maisons de communautés palestiniennes.
Juan Guzman exprime sa solidarité avec les cinq Cubains emprisonnés aux États-Unis entre 1998 et 2014, et son rejet du blocus imposé à Cuba par les États-Unis.
En 2009, il est candidat aux élections sénatoriales en tant qu'indépendant pour la cinquième région (Valparaiso-Viña), sans succès.
Par ailleurs, Guzmán est actif dans la diffusion de la mémoire des victimes de la dictature, en particulier à travers le cinéma. En mai 2008, au Festival international du film de San Francisco, est diffusé en avant première le documentaire The Judge and The General (Le Juge et le Général) de 84 minutes dirigé par Elizabeth Farnsworth et Patricio Lanfranco et produit par West Wind Productions, une organisation à but non lucratif basée à San Francisco. Il retrace les tentatives de Juan Guzmán pour traduire en justice l'ancien dictateur Augusto Pinochet. En 2014, la chaîne chilienne Chilevisión produit et transmet le documentaire en trois chapitres intitulé El juez la victima y el victimario (Le juge, la victime et le bourreau) où Guzman raconte les nombreux obstacles que lui et son équipe ont dû surmonter pour enquêter et poursuivre les crimes de la dictature. 
Enfin, en 2005, il publie son autobiographie intitulée Au bord du monde : les mémoires du juge de Pinochet, en français et aux éditions Arènes.

## Reconnaissance
En 2010, le Haverford College de Pennsylvanie lui décerne le titre de docteur honoris causa, pour sa défense des Droits de l'Homme.
En septembre 2013, lors du quarantième anniversaire du coup d'État militaire, il reçoit, avec les juristes espagnols Juan Garcés et Baltasar Garzón, le prix de la Fondation Charles Horman.

### Articles de presse en ligne
- « Le juge Guzman est convaincu de la culpabilité du dictateur. Une décision historique », L'Humanité,‎ 30 janvier 2001 (lire en ligne).
- Olivier Bras, « Le juge Guzman inculpe Pinochet », Libération,‎ 30 janvier 2001 (lire en ligne).
- Claire Martin, « Pinochet face à ses juges Chili », Le Soir,‎ 5 janvier 2005 (lire en ligne).
- « Juan Guzman l'équilibriste », L'Humanité,‎ 28 septembre 2005 (lire en ligne).
- « Le juge Guzman prend sa retraite », Le Monde,‎ 5 mai 2005 (lire en ligne).
- Christine Legrand, « Juan Guzman, le "tombeur" de Pinochet », Le Monde,‎ 2 septembre 2005 (lire en ligne).
- Ferran Sales, « Guzmán defiende a los mapuches », El País,‎ 9 mai 2006 (lire en ligne).
- Ferran Sales, « El juez que procesó a Pinochet defenderá a los palestinos ante la justicia internacional », El País,‎ 13 juillet 2006 (lire en ligne).
- Aymeric Duvoisin, « Le juge Guzman se lance dans la politique chilienne », La Croix,‎ 9 septembre 2009 (lire en ligne).
- « Ex juez Guzmán: Chile todavía está en un proceso de retorno a la democracia incompleto », La Tercera,‎ 21 septembre 2010 (lire en ligne).
- Véronique Gaymard, « L'Etat chilien devant la justice pour violations des droits des Mapuches », RFI,‎ 29 mai 2013 (lire en ligne).
- Cristina L'Homme, « Chili : le juge Guzman raconte son enquête sur Pinochet », Le nouvel Observateur,‎ 10 octobre 2013 (lire en ligne).
- Yves Boisvert, « Le juge qui a accusé Pinochet », La Presse,‎ 15 octobre 2014 (lire en ligne).
- Juan Guzman Tapia, « Personne ne voulait du cas Pinochet », Le Temps,‎ 14 mai 2015 (lire en ligne).
- Diana Porras, « Ex juez Juan Guzmán: Debe haber más apertura del Ejército en casos de DD.HH. », 'DarioUChile,‎ 25 novembre 2016 (lire en ligne).
- Gabino Busto Hevia, « Entrevista al juez Juan Guzmán Tapia », Le Monde Diplomatique,‎ février 2018 (lire en ligne).

### Publications spécialisées
- Guido L. et Croxatto, « Entrevista a Juan Guzmán Tapia: el juez que procesó a Pinochet », Lecciones y Ensayos, no 96,‎ 2016, p. 273-286 (lire en ligne).
- Jennifer Baleizao, Jean-Jacques Hible et Florence Leonzi, « La Cour interaméricaine des droits de l'Homme remet en cause l'application de la loi antiterroriste chilienne aux communautés autochtones », La Revue des droits de l'homme,‎ 15 septembre 2014 (lire en ligne).

### Productions cinématographiques et télévisées
- « El juez, la victima y el victimario », Chilevisión,‎ 2014 (lire en ligne).
- « Le Juge et le Général », West Wind Productions,‎ 2008.